# Los Liros
Los Liros är en ort i Mexiko.   Den ligger i kommunen Xochistlahuaca och delstaten Guerrero, i den sydöstra delen av landet, 300 km söder om huvudstaden Mexico City. Los Liros ligger 301 meter över havet och antalet invånare är 1 095.
Terrängen runt Los Liros är kuperad. Runt Los Liros är det ganska tätbefolkat, med 56 invånare per kvadratkilometer. Närmaste större samhälle är Xochistlahuaca, 6,1 km norr om Los Liros. I omgivningarna runt Los Liros växer i huvudsak lövfällande lövskog.